# Jack Pritchard
 (mai 2019).
Si vous disposez d'ouvrages ou d'articles de référence ou si vous connaissez des sites web de qualité traitant du thème abordé ici, merci de compléter l'article en donnant les références utiles à sa vérifiabilité et en les liant à la section « Notes et références ».
John Craven (Jack) Pritchard, né le 8 juin 1899 à Hampstead, Londres et mort le 27 avril 1992 à Blythburgh, dans le Suffolk, est un entrepreneur britannique en ameublement, qui a exercé une grande influence dans l'Entre-deux-guerres. Son travail est exposé au Victoria and Albert Museum et au Musée de Londres. Il était membre de la Design and Industries Association (en).

## Biographie
Jack Pritchard est né à Hampstead, à Londres, fils de Clive Fleetwood Pritchard, avocat à succès, et descendant d'Andrew Pritchard, homme d'affaires et scientifique.
Pritchard a fait ses études à l’Oundle School, au Pembroke College de l'université de Cambridge où il a étudié l'ingénierie et l'économie. Au cours de ses études, il a été influencé par Henry Morris, (1889-1961), secrétaire à l'éducation du Cambridgeshire. Après ses études, il est recruté par Michelin et découvre la gestion scientifique.
En 1934, il conçoit avec sa femme Molly le projet architectural minimaliste Isokon Flats (34 appartements) à Londres où résident un temps Walter Gropius, Agatha Christie, et Marcel Breuer,.

### Vie privée
Il a rencontré sa future épouse, la psychiatre Rosemary (Molly) Cooke (1900 - 1985) au cours de ses études au Pembroke College de l'université de Cambridge. Le couple a eu deux fils, Jonathan et Jeremy, nés en 1926 et 1928. Jack a également eu une fille, Jennifer, avec l'éducatrice pionnière Beatrix Tudor Hart. À la retraite ils ont déménagé dans une maison nommée Isokon à Dunwich Road, à Blythburgh.

### Décès
Jack Pritchard est décédé à Blythburgh, Suffolk, en 1992, dans la maison que sa fille Jennifer et son gendre Colin Jones avaient conçu pour leur retraite avec Molly.